# Estudi op. 10, núm. 12 (Chopin)

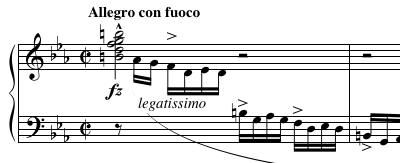
Inici de l'"Estudi Revolucionari"

L'"Estudi Op. 10, núm. 12", en do menor, conegut com a "Estudi Revolucionari" o "El bombardeig de Varsòvia", és un dels dotze Estudis op. 10 per a piano de Frédéric Chopin, compost cap al 1831. És el dotzè de la seva primera sèrie d'estudis dedicats al seu amic Franz Liszt.

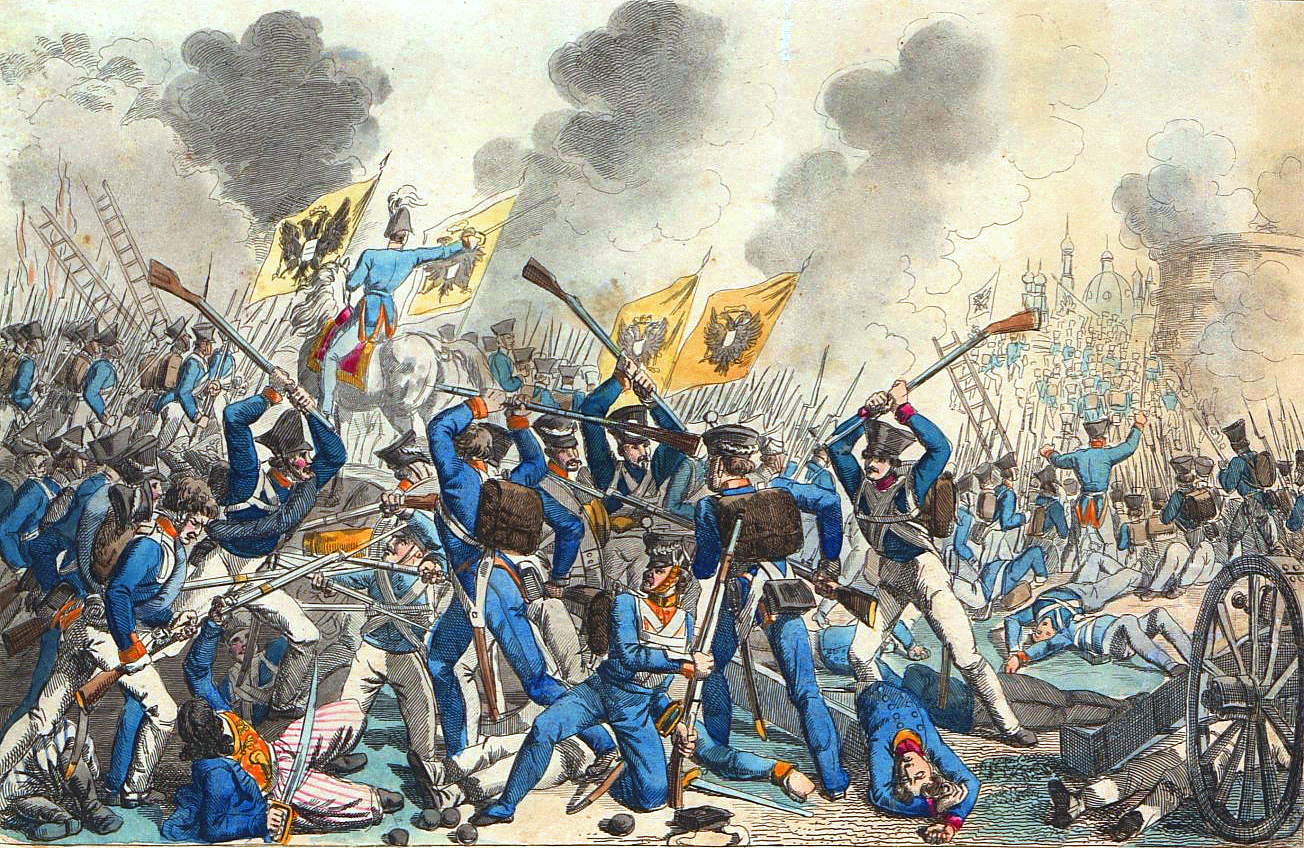
L'"Estudi Revolucionari" està inspirat en l'atac rus contra Varsòvia el 1831, durant la Revolta polonesa del 1830.

L'estudi va aparèixer aproximadament en l'època de la Revolta polonesa del 1830, l'aixecament contra els russos el novembre en 1831 a Polònia. Chopin, amb un fràgil estat de salut, va expressar els seus sentiments sobre la revolució en moltes peces musicals de les que la més coneguda és aquest "Estudi Revolucionari". Chopin va dir més tard, a propòsit del fracàs de l'alçament: "Tot això m'ha causat molt dolor. Qui podria haver-ho previst!".

## Estructura i tècnica
En els compassos inicials apareixen escales ràpides, llargues i cap a tons greus, amb el protagonisme principalment de la mà esquerra, mentre que la dreta toca acords que exigeixen obrir bastant la mà. La durada i la repetició d'aquestes veloces frases caracteritzen la peça. Encara que les interminables semicorxeres a la mà esquerra suposen el major desafiament, la mà dreta també ha de fer front a la polirítmia utilitzada amb una sofisticació creixent per tocar el mateix tema durant diverses frases seguides.

## Referents musicals
El final de l'estudi fa referència a l'última sonata per a piano de Ludwig van Beethoven, que a més estava escrita amb la mateixa armadura. Se sap que Chopin admirava aquesta sonata. Per la similitud, es poden comparar els compassos 77-81 de l'estudi amb els 150-152 del primer moviment de la sonata de Beethoven.